# Pont de Durat
Le pont de Durat est un pont situé à Marigot dans l'île de Saint-Martin (Antilles françaises).

## Historique
Contemporain du fort Louis et de la prison, le pont de Durat, construit en 1789, est un pont de pierres qui se trouve à la sortie de Marigot, en direction de Grand-Case. La population avait souhaité que le pont soit baptisé pont de Durat en l'honneur du gouverneur Jean Sébastien de Durat qu'ils aimaient et respectaient. Une pierre de taille placée au centre du parapet portait cette inscription mais ce symbole, représentant le pouvoir aristocratique pour les révolutionnaires, a été retiré.
Le pont de Durat, situé dans le quartier Hameau-du-Pont, permet aujourd'hui aux eaux pluviales provenant des mornes environnants de s'écouler dans l’étang de Galisbay.